# 阿姆斯特丹地铁
阿姆斯特丹地铁（荷蘭語：Amsterdamse metro）是荷兰首都阿姆斯特丹的地铁运输系统，路網由地铁及輕軌組成，由市政公共交通公司阿姆斯特丹市公共交通公司 (GVB) 運營，該公司還運營阿姆斯特丹電車、免費渡輪和當地巴士。阿姆斯特丹地鐵系統於1977年開通，由5條路線組成，服務39個車站，路線總長度為42.7公里。

## 历史

### 規劃

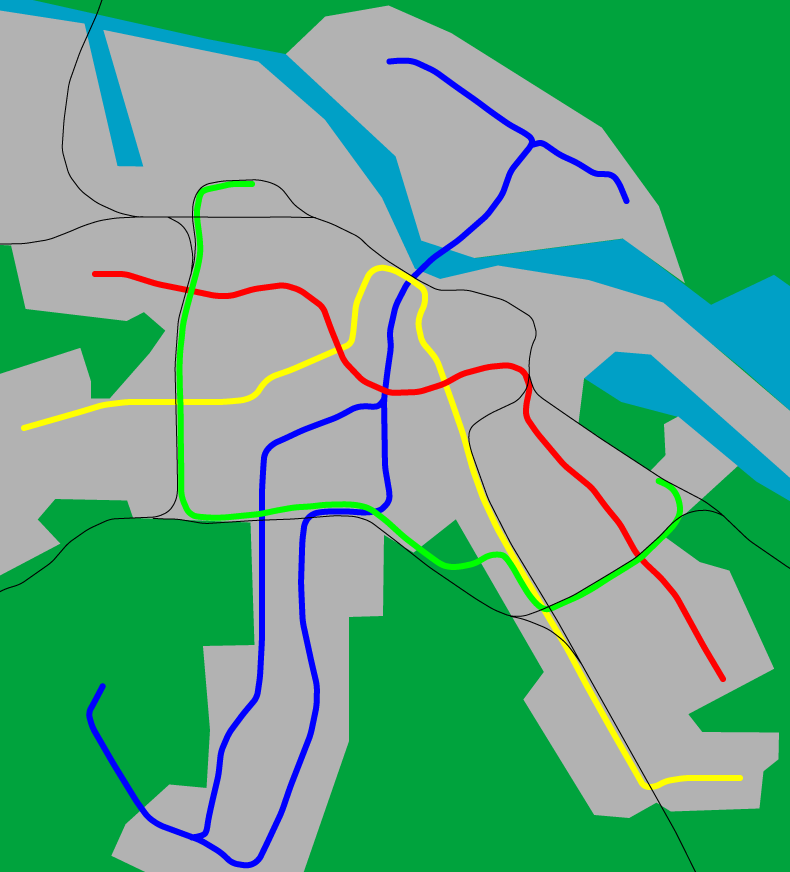
1968 年的阿姆斯特丹地鐵規劃。

阿姆斯特丹地鐵的第一個計劃可以追溯到1920年代，1922年11月，阿姆斯特丹市議會成員要求研究在該市建造地下鐵路的可能性，對此市工程部在1923年和1929年規劃了關於地下鐵路的建議報告，但最終因為成本過高而被擱置。
戰後人口激增和交通量的增加，導致1950年代對地鐵的討論再次出現，1955年，阿姆斯特丹市政府發布了一份報告，建議設立一個委員會來探索解決阿姆斯特丹面臨的交通問題。
1963年4月，阿姆斯特丹成立了地鐵局，研究地鐵的技術可行性、提出路線網絡、建議各條線路的建設優先順序以及建設地鐵的不利影響。地鐵局於1966年發表了一些關於阿姆斯特丹地铁的可能性的報告，1968年市議會同意地鐵網絡的建設。

### 建設與開通
1970年原計畫中的東線 (上圖中的黃線、綠線和紅線的東南段)開始建設，連接市中心與城市東南部的大型住宅區拜爾默梅爾，並於1977年完工通車，成為53和54號線，但當時並無編號，僅有路線名稱哈斯珀湖线與海恩线。1980年路線延伸至阿姆斯特丹中央車站。然而1975年抗議地鐵建設導致的新市場騷亂，與1980年代的輕軌建設風潮，促使阿姆斯特丹決定停止地鐵的建設。取代地鐵的是「特快電車」計畫，在1990年通往阿姆斯特尔芬的舊51號線 (阿姆斯特丹地鐵中央車站--韋斯特維克站)，在阿姆斯特丹南站以南以輕軌的形式開通，使用600V DC 架空線供電、2.65公尺寬的輕軌車型運轉。

### 第二波建設

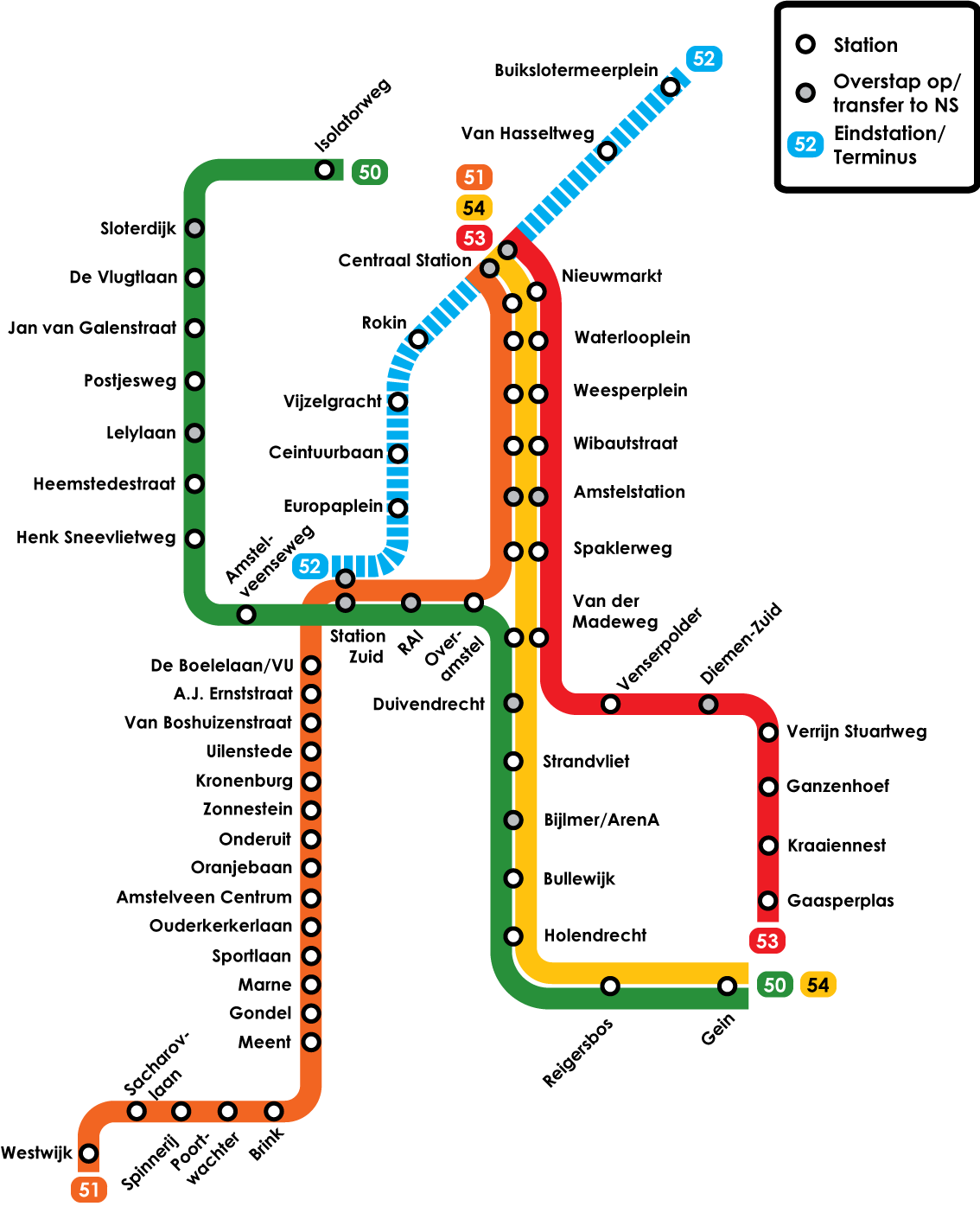
2019年3月以前的路線圖，52號線於2018年7月通車。

1990年代地鐵建設再次展開，1992年市議會決定修建「環線」，但為了避免爭議以「環狀輕軌」稱呼，最初環線計畫同時設置第三軌與架空線，但最終放棄設置架空線。1997年環線西段通車，開行伊索拉托尔路站至海恩站的50号线，50號線開通後GVB開始給予各條營運路線編號。
2002年市議會決定修建「南北線」，儘管該線的建設曾在1997年被公投否決，但投票人數未達門檻，因此當時控制市議會的民主66黨仍然繼續推動建設。2003年4月南北線開始實際建設，然而建設期間依舊存在許多爭議，特別是決策過程爭議、高成本和融資不確定性、擔心破壞阿姆斯特丹老市中心造成工程暫停、多次推遲開通。
2008年6月由於地下水洩漏導致地面建築沉降，地鐵工程被迫停止長達1年，2011年通車的計畫因此無法實現。隨後南北線建設又發生混凝土品質不良、通車延遲導致預算不足，但地鐵工程並未被放棄，終於在2018年7月22日開通，並編為52号线。

### 路線重組
1997年環線西段通車並被編為50號線，50號線最初使用寬度僅2.65公尺的輕軌型列車，但列車運量明顯不足。2000年為了應付50號線的巨大客流GVB決定引入3公尺寬的列車，並為此削去環線車站站台20公分的寬度。然而50號線的擁擠問題仍未能解決，特別是環線西段，因為沒有其他路線的列車駛入，導致運能特別吃緊，不斷有為環線增加運量的計畫提出。
另一方面通往阿姆斯特尔芬的舊51號線被重新檢視，舊51號線南段屬於輕軌形式，一直有將其升級為地鐵的呼聲，但2012年阿姆斯特丹宣布不會建造通往阿姆斯特尔芬的地鐵，相反地51號線將被拆分，阿姆斯特丹南站以南將改為輕軌路線，以北的路段則保留在地鐵網絡中。2019年3月舊51號線南段被移除出地鐵網絡，並在2020年12月開通阿姆斯特丹電車的25號線。舊51號線剩餘的北段則開行沿環線運行的新51号线，使環線西段有兩條路線駛入，緩解環線西段的客流。
2020年3月30日，由於2019冠状病毒病疫情，51號線被停止營運，理由是其運量較低，且全線都有其他路線可以代替。51 號線之後於2020年4月29日重新開始運行。

## 路线

### 營運中路線
| 路线 | 符号和路线名称 | 终点站         | 终点站     | 开通时间 | 长度 (公里) | 站台 | 乘客量（2019) |
| ---- | -------------- | -------------- | ---------- | -------- | ----------- | ---- | ------------- |
| 50   | 环线 海恩分支  | 伊索拉托尔路站 | 海恩站     | 1997     | 20.5        | 20   | 100,200       |
| 51   | 环线 市区分支  | 伊索拉托尔路站 | 中央车站   | 1990     | 18.7        | 19   | 60,800        |
| 52   | 南北线         | 南站           | 北站       | 2018     | 9.7         | 8    | 84,000        |
| 53   | 哈斯珀湖线     | 中央车站       | 哈斯珀湖站 | 1977     | 11.7        | 14   | 60,600        |
| 54   | 海恩线         | 中央车站       | 海恩站     | 1977     | 12.7        | 15   | 73,500        |

### 规划中路线
| 路线 | 路线名称 | 启用時間 | 起迄站         | 起迄站           | 车站数 | 转乘站                                                                           |
| ---- | -------- | -------- | -------------- | ---------------- | ------ | -------------------------------------------------------------------------------- |

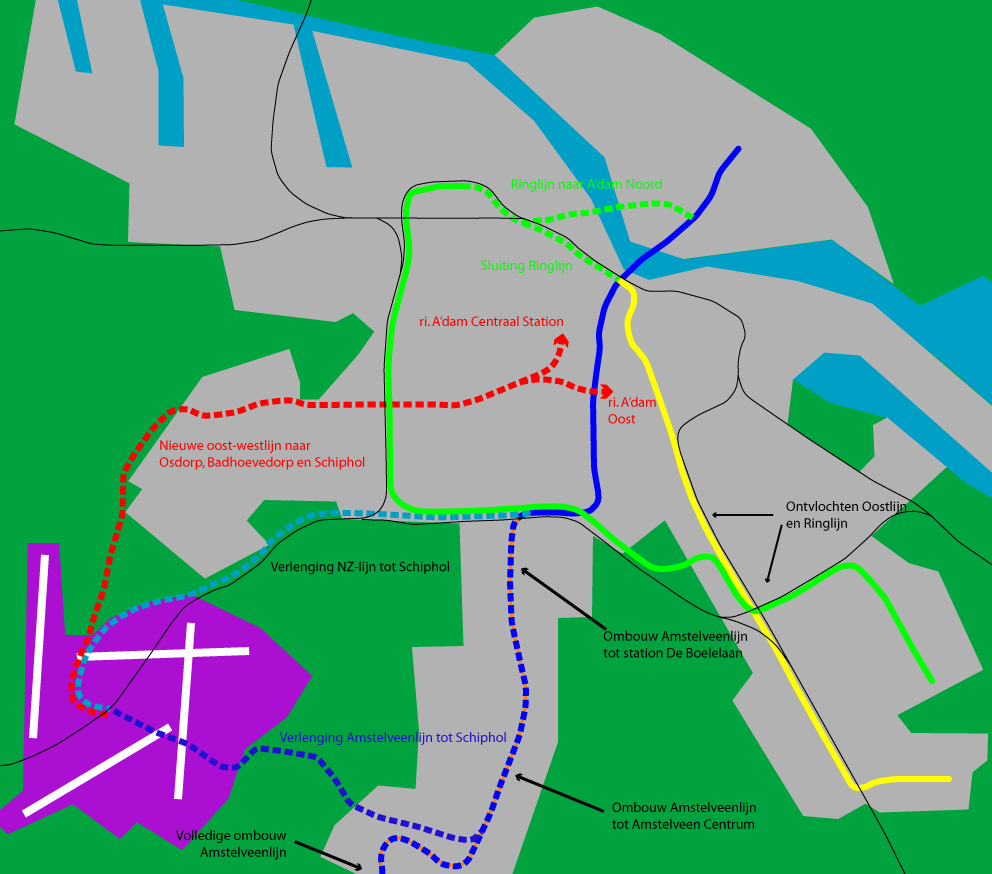
2007年的阿姆斯特丹地铁计划。

| 50   | 环线     | 待定     | 伊索拉托尔路站 | 中央车站         | 3      | - 中央车站（M52/M53/M54/荷蘭鐵路）                                               |
| 51   | 环线     | 待定     | 伊索拉托尔路站 | 中央车站         | 3      | - 中央车站（M52/M53/M54/荷蘭鐵路）                                               |
| 52   | 南北线   | 2030年   | 史基浦機場車站 | 南站             | 待定   | - 史基浦機場車站（M5X/荷蘭鐵路） - 南站（M50/M51/荷蘭鐵路）                      |
| 5X   | 东西线   | 待定     | 史基浦機場車站 | 瓦特赫拉夫斯梅尔 | 待定   | - 莱利巷（M50/M51/荷蘭鐵路） - 韦泽尔赫拉赫特（M52） - 韦斯普广场（M51/M53/M54） |

## 地铁車輛
阿姆斯特丹地鐵系統共有 90輛電力動車組，目前全部都在標準軌距軌道運行，並以750V DC 第三軌供電。

### M1/M2/M3型

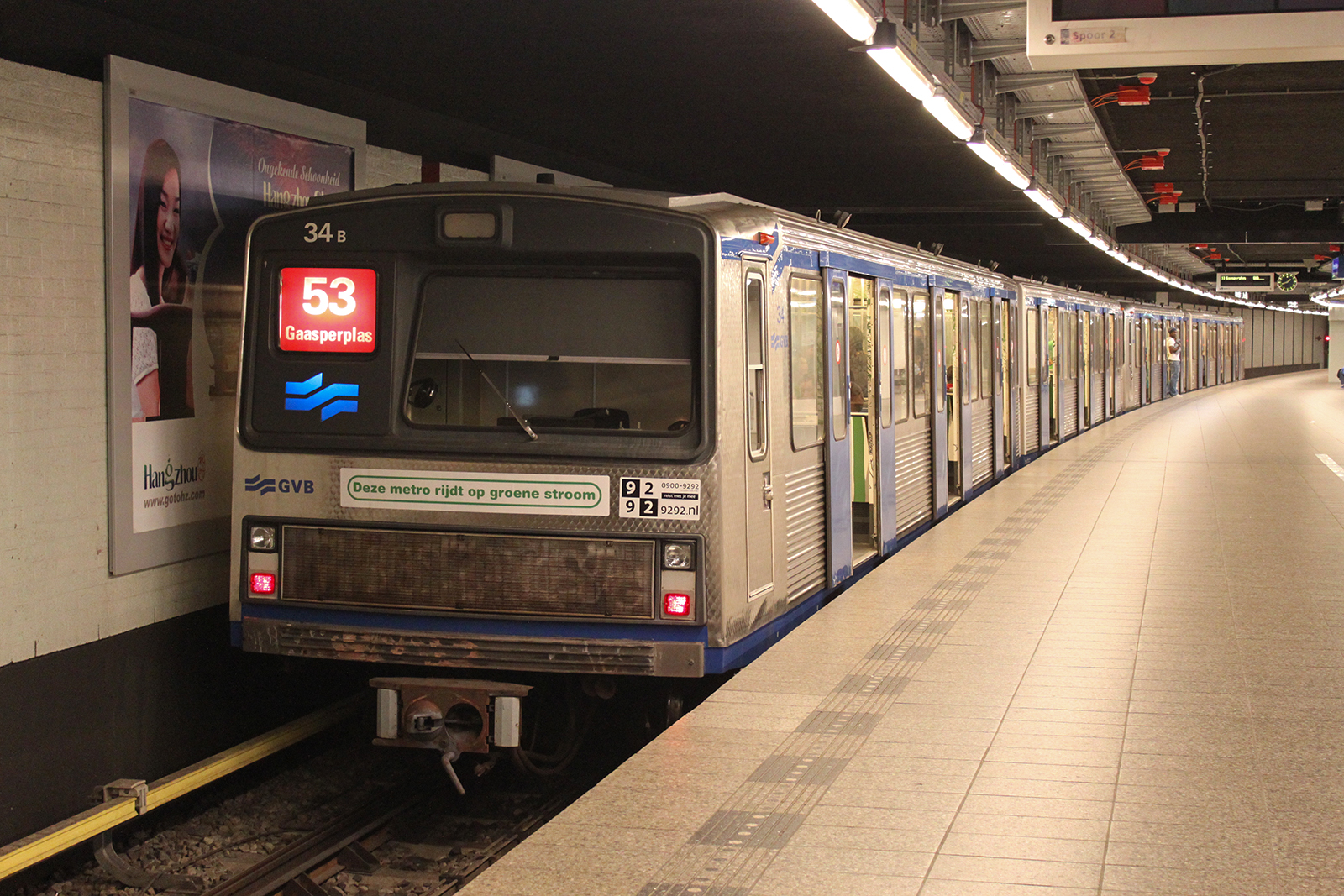
M1/M2/M3型列車。

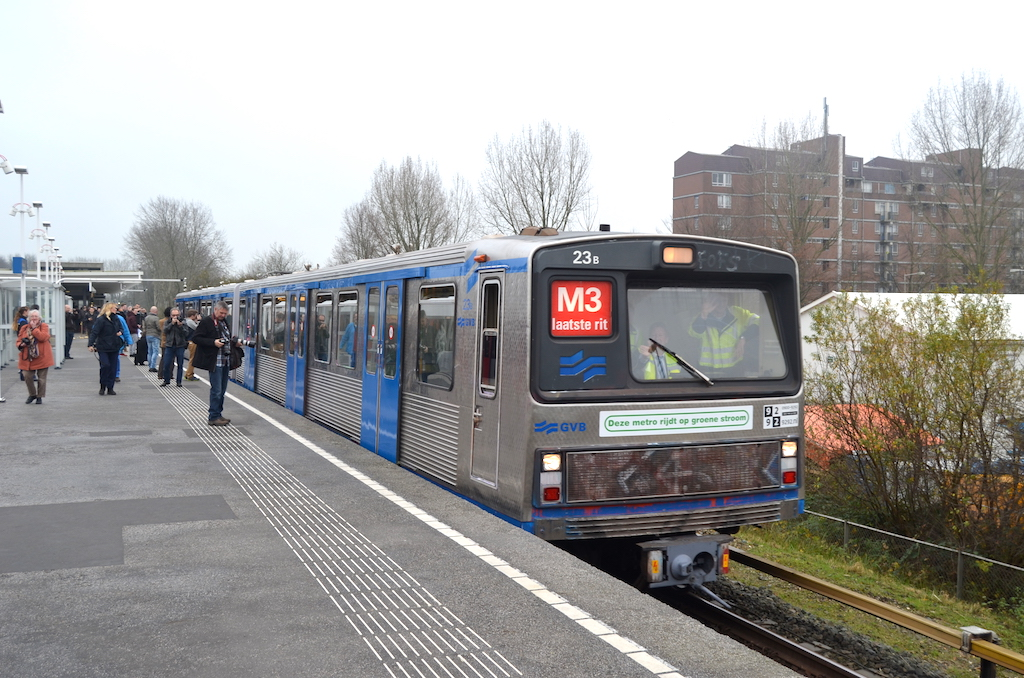
2015年12月19日，M1/M2/M3型列車的最後一次營運。

M1/M2/M3型是阿姆斯特丹地鐵的第一代列車，由西德的林克-霍夫曼-布施 (LHB)製造，於 1973 年至 1980 年間交付，1977年開始投入營運，暱稱「银鸥」。GVB最初希望使用自動駕駛，且計畫訂購125組列車，但最後仍採用手動駕駛，訂購數量也因為地鐵建設受阻，最終只訂購44組列車。1973年LHB交付4組原型車用於測試，4組原型車型號為M1，但並未投入營運。測試成功後LHB於1976至1977年交付33組列車用於實際營運，型號為M2。1978年由於路線即將延長，GVB計畫新購15組列車，但被市議會否決，市議會只允許新購7組列車，並改造4組原型車，1980年路線延長後，11組新列車投入營運，型號為M3。1980年代GVB幾次提出新購地鐵車輛，但都未獲同意，同時通往阿姆斯特尔芬的舊51號線也計畫使用M1/M2/M3型列車，但當路線被改為輕軌形式之後，該計畫便被放棄。
M1/M2/M3型列車主要在53、54號線使用，偶爾也在50號線運轉。M1/M2/M3型列車2節車廂為一組，以4節編組運轉，每組列車載客量300人，其中站位202人，座位98人，最高速度70公里/小時。隨著M5型列車投入，M1/M2/M3型從2011年開始逐漸除役，2015年11月9日M1/M2/M3型的常規服務結束，同年12月19日M1/M2/M3型最後一次在地鐵路線上營運，特別的是最後一次營運使用編號23的列車，正是1977年10月14日碧翠絲女王和克勞斯親王 (當時尚未即位)駕駛，開通了阿姆斯特丹地鐵網絡第一部分的同一列車。M1/M2/M3型列車除役後僅有編號23的列車被保存，目前在荷蘭交通博物館展出。

### S1/S2型

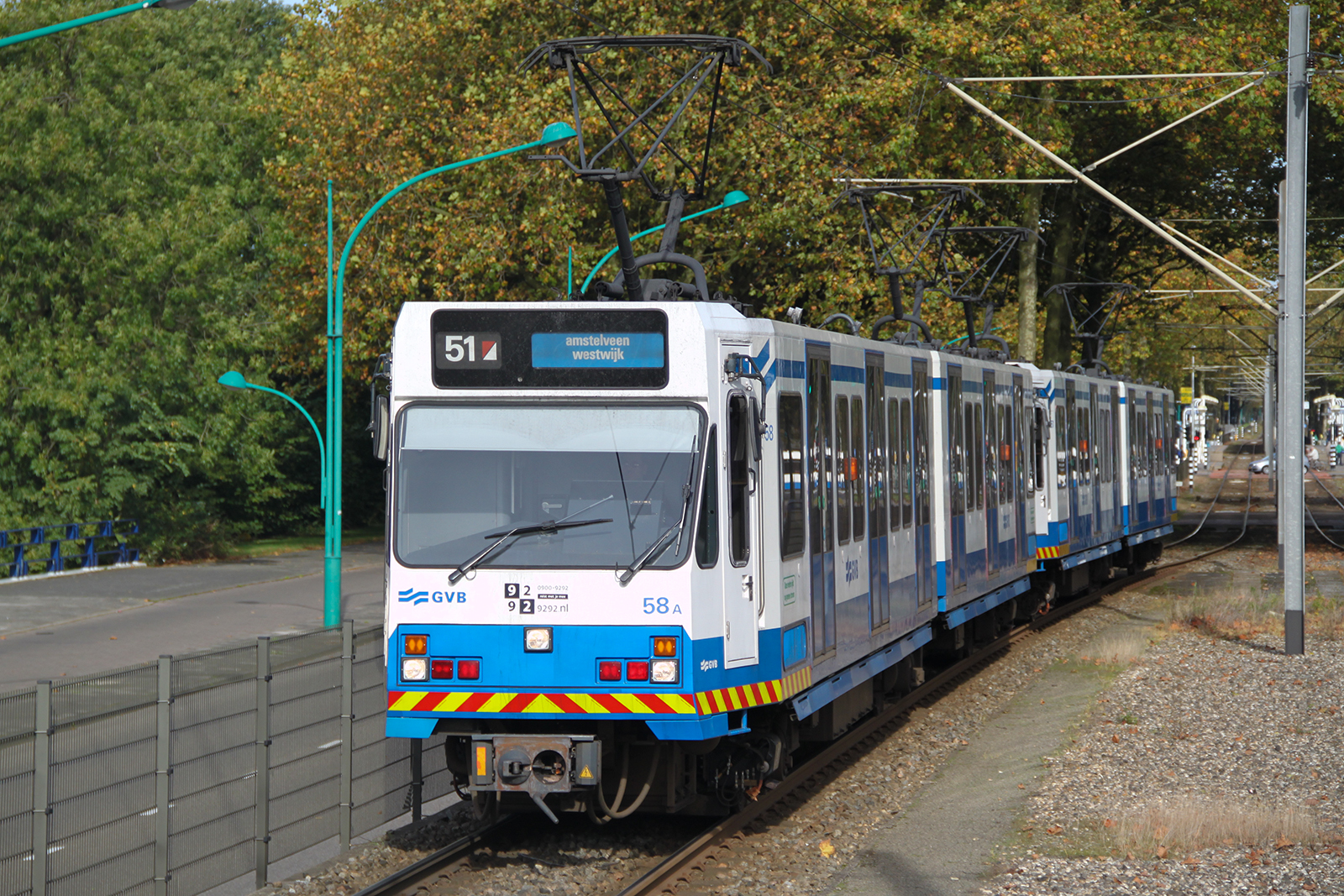
S1/S2型列車。
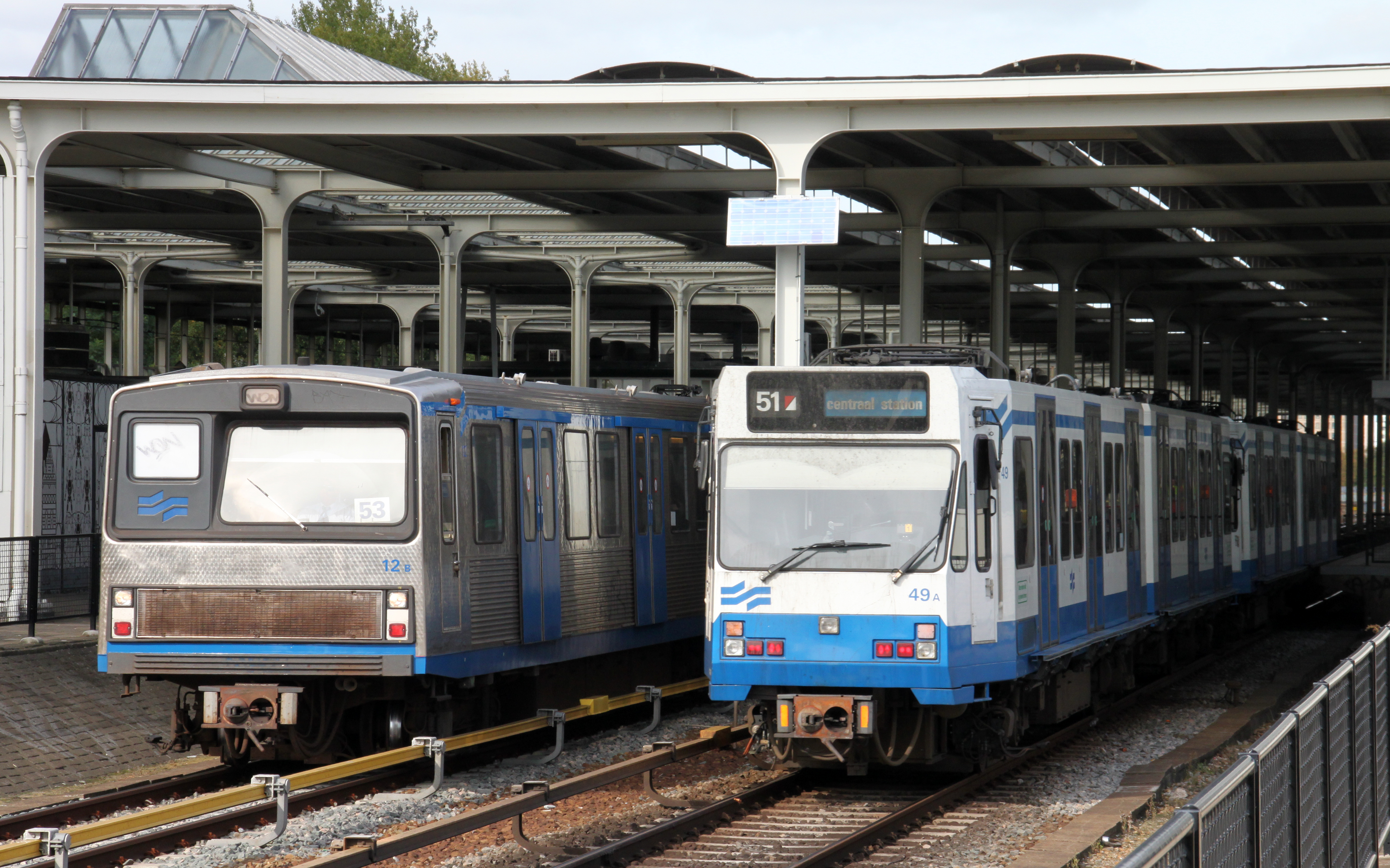
地鐵M2型和輕軌S1型並列，車身寬度的差異清晰可見。

S1/S2型是目前阿姆斯特丹地鐵營運中年代最久遠的列車，1990年通往阿姆斯特尔芬的舊51號線開通，舊51號線在阿姆斯特丹南站以南為輕軌的形式，使用600V DC 架空線供電，南站以北則在地鐵網絡運行，因此需要能同時在地鐵和輕軌路網營運的列車，於是GVB在1990年引入新的輕軌型車輛，型號為S1，GVB訂購了13組S1型列車，隨後在1993至1994年為了應付客流增購12組，新增購的列車型號為S2。S1/S2型由比利时軌道車輛製造商布魯日與尼維爾製造。
直到2019年3月為止S1/S2只在舊51號線營運，2019年3月舊51號線被移出地鐵網絡後，S1/S2列車在52號線以外路線皆有運轉，預計會使用到新型列車M7交付為止。S1/S2列車屬於輕軌車型，車寬僅2.65公尺，明顯短於地鐵車型的列車，為了彌補與月台之間的間隙，在車門處裝設加寬構造。S1/S2型列車2節車廂為一組，以4節編組運轉，每組列車載客量233人，其中站位169人，座位64人，最高速度70公里/小時，供電系統可在750與600伏特之間轉換，並同時配備第三軌集電器與架空線集電弓。

### M4/S3型

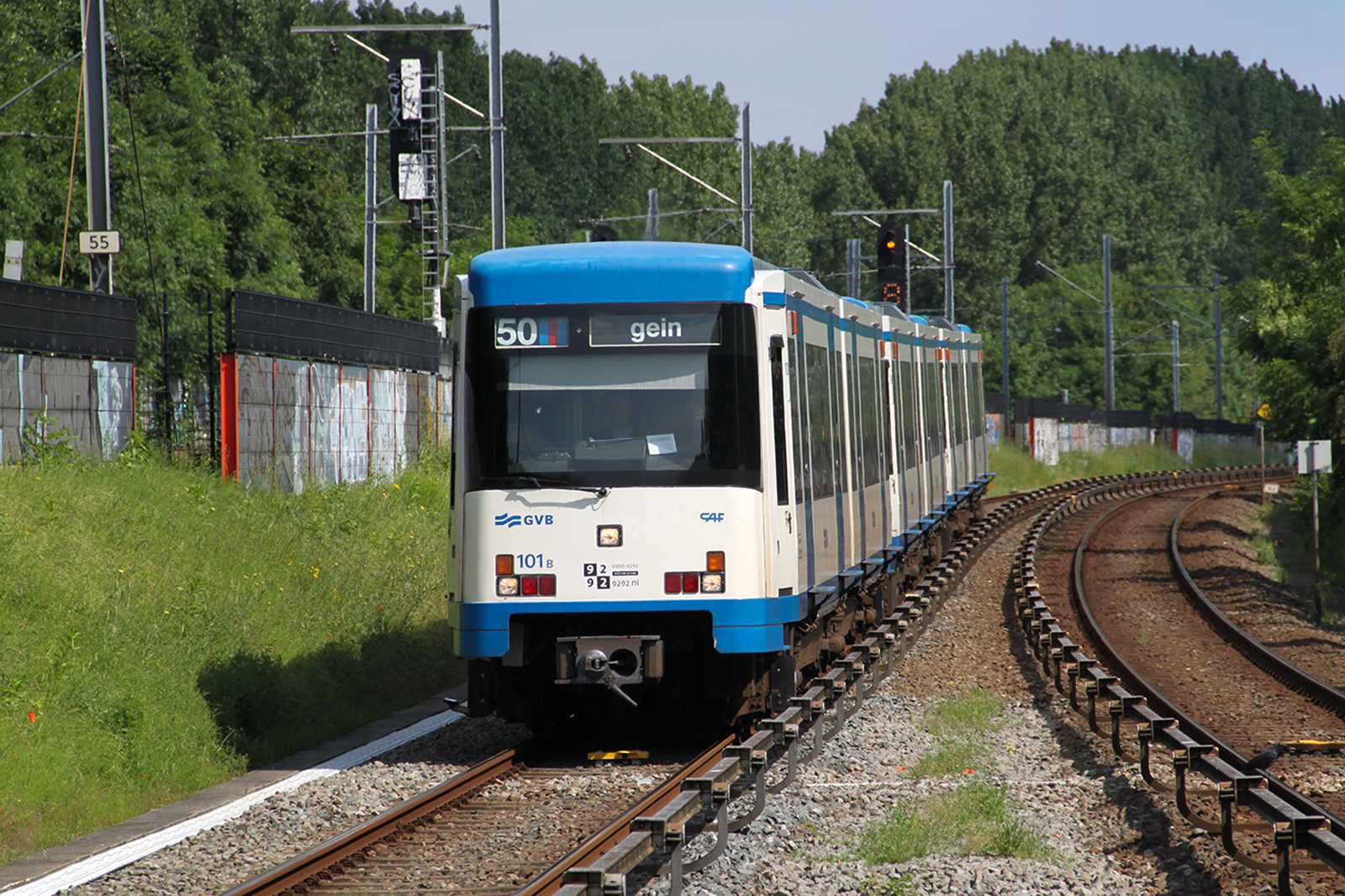
M4型列車。
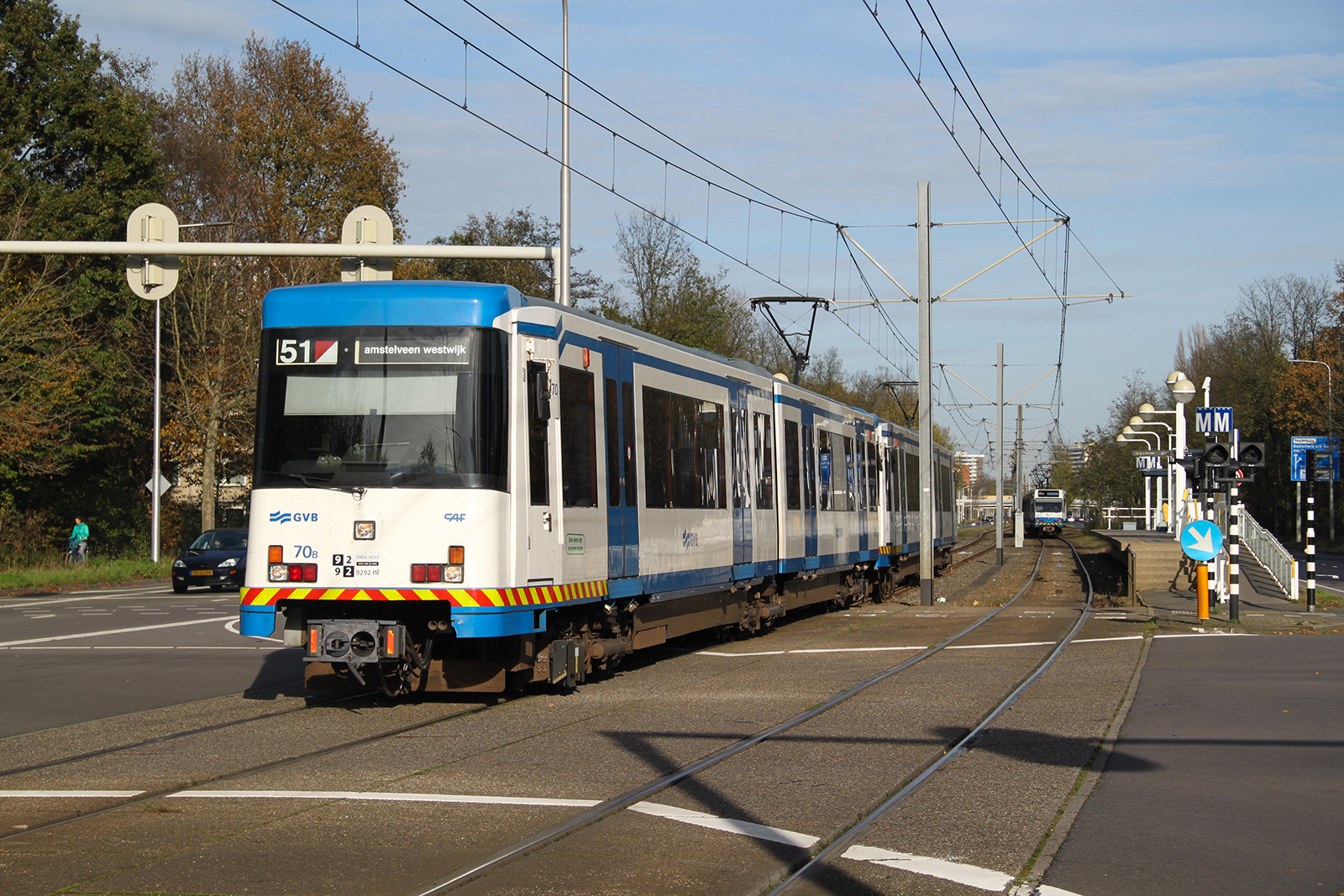
S3型列車。

1997年環線西段通車並被編為50號線，為了新增的50號線，GVB訂購新的列車，新列車有地鐵和輕軌兩種不同車寬，型號分別為M4和S3，由西班牙的鐵路建設和協助公司 (CAF)製造，GVB在1997年引入M4/S3型列車，共有33組M4型列車，4組S3型列車，2015年以前M4/S3型只在50、舊51號線營運，2015年之後也在53、54號線使用。2015年M4型列車曾用於在南北線測試，但之後並沒有投入南北線使用。M4/S3型列車2節車廂為一組，以4節編組運轉，每組列車載客量250人，其中站位184人，座位66人，最高速度70公里/小時。S3型供電系統可在750與600伏特之間轉換，並同時配備第三軌集電器與架空線集電弓，M4型則只有第三軌集電器，不可在輕軌路線使用。

### M5型

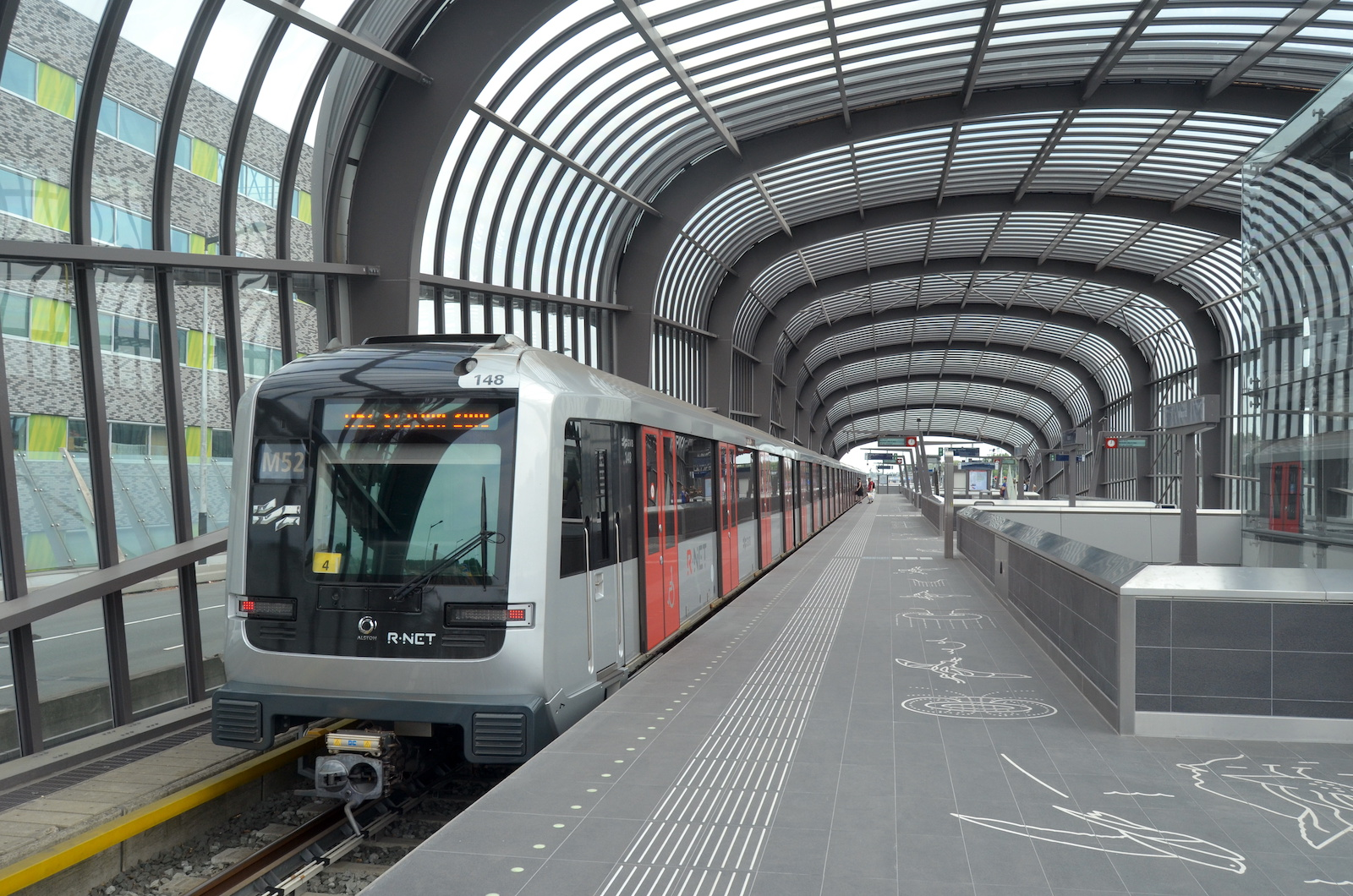
52號線開通日營運的M5型列車。

M5型列車由法国阿爾斯通製造，屬於阿爾斯通大都會型列車，最初，GVB訂購了23列M5列車，用於替換M1/M2/M3型，並為即將開通的52號線添購列車，新列車於2011年亮相，2012年開始交付。2013年GVB增購5列列車，使M5列車的總數達到28列，M5列車於2013年5月開始投入營運，在2015年11月完成28列列車交付，最初在50、53、54號線營運，2018年7月52號線開通後，也在52號線運轉，是目前52號線唯一使用的列車。M5型列車3節車廂為一組，以4動2拖的6節編組運轉，每列列車載客量960人，其中站位782人，座位178人，最高速度70公里/小時，使用750V DC 第三軌供電，具自動駕駛系統，但實際營運以駕駛員手動駕駛。

### M7型
2018年4月30日，GVB宣布經過2017年開始的招標程序，西班牙鐵路製造商CAF已被選為新地鐵列車的供應商。M7將在50、51、53、54號線使用，並在2024與2027年完成對S1/S2和M4/S3兩款舊列車的取代。目前GVB共訂購30組M7列車，相较于6節編組的M5型，M7列車每組仅有3節車廂，这是為了節省成本，阿姆斯特丹市議員表示：繁忙时可以重联运行；M7列車动力分布为2動1拖，長59.6米、寬3米，載客量約480人，其中座位78人，最高速度80公里/小時，使用750V DC 第三軌供電，並計畫裝設自動駕駛系統。M7型已於2023年投入營運。

## 票務

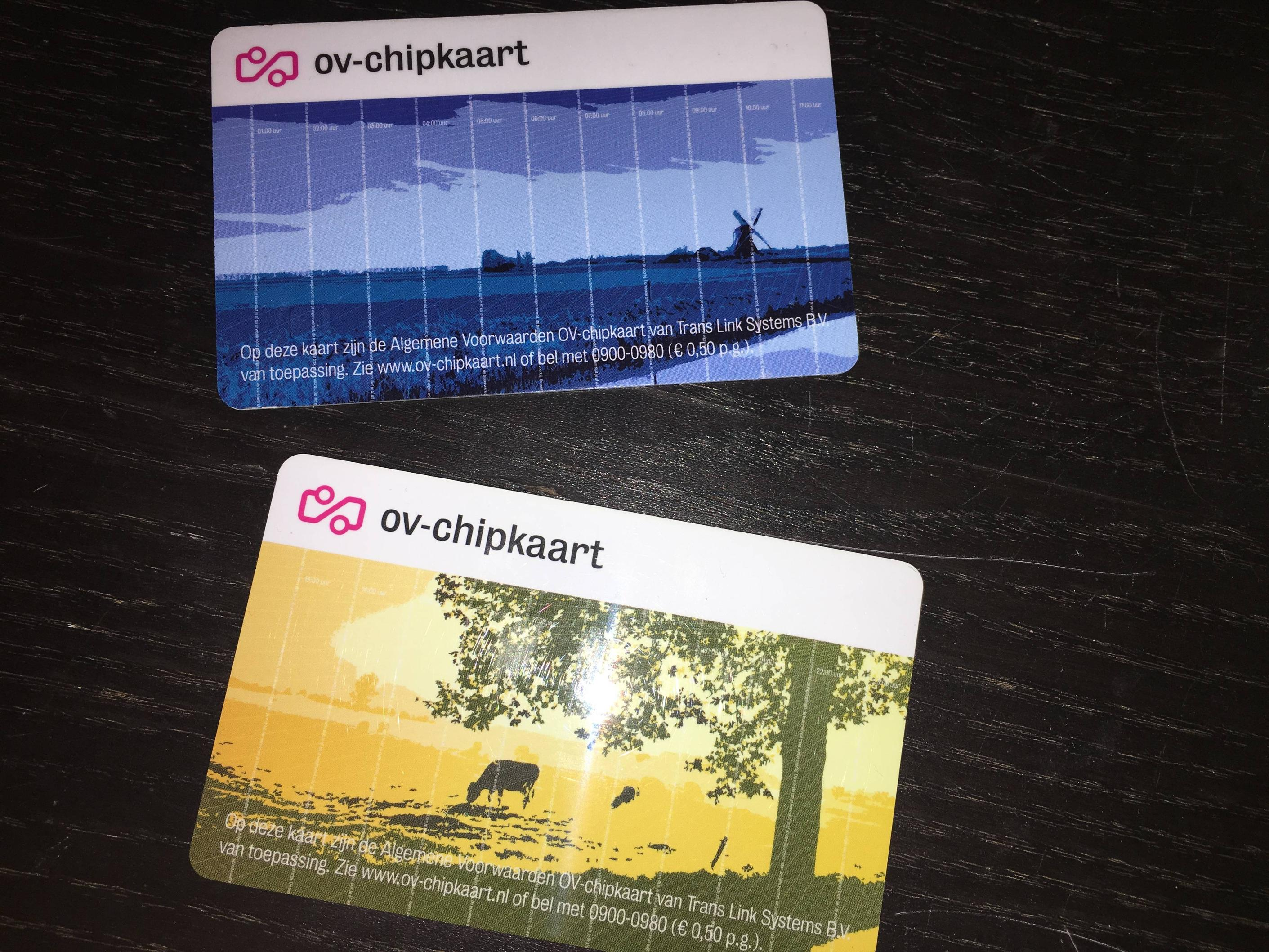
OV晶片卡分為不記名卡 (上)和記名卡 (下)。

OV晶片卡是一個荷蘭全國性的非接觸式智慧卡，是阿姆斯特丹地鐵系統上唯一有效的車票形式，OV晶片卡分為一次卡、不記名卡和記名卡。一次卡為紙質，按時間收費，1 小時票為3.2欧元，另有1 至 7 日不等車票，價格8.5至37歐元不等；不記名卡與記名卡為塑膠材質，有效期限5年，空卡售價7.5歐元，最多可儲值150歐元，不記名卡可與他人共用，記名卡則可以連結個人銀行帳戶，當票卡餘額過低時會自動加值票卡，但只有在荷蘭、比利時、德國或盧森堡有戶籍者才能購買記名卡，並透過記名卡購買定期票，定期票價格一是用營運商數目、時間長短、地區遠近不同。